# Papiro 49
Il Papiro 49 ({\displaystyle {\mathfrak {p}}}49) è un antico manoscritto papiraceo, datato paleograficamente al III secolo, e contenente frammenti della Lettera agli Efesini (4:16-29; 4:31-5:13) in lingua greca.
È attualmente conservato alla Yale University Library (P. Yale 415) a New Haven.

## Descrizione
La scrittura è tipica del III secolo, con alcune somiglianze com {\displaystyle {\mathfrak {p}}}53.
Il testo è disposto su di una colonna per pagina, con 29 linee per colonna e 38 lettere per linea; le dimensioni del foglio sono di 18 x 25 cm.
È un rappresentante del tipo testuale alessandrino. Kurt Aland lo descrisse come «testo almeno Normale» e lo collocò nella categoria I. Il manoscritto presenta le maggiori concordanze col Codex Sinaiticus e il Codex Vaticanus. Secondo Comfort {\displaystyle {\mathfrak {p}}}49 e {\displaystyle {\mathfrak {p}}}65 vengono dallo stesso manoscritto.

## Storia
Il manoscritto fu acquistato al Cairo per l'Università di Yale nel febbraio 1931. La sua provenienza precedente non è nota.
Il testo del codice fu pubblicato da Hatch e Welles nel 1958.